# Vnašalka
Vnašálka (angl. enter ali return) je tipka na računalniški tipkovnici za potrditev operacije oziroma ukaza ali za prehod v novo vrstico v urejevalniku.